# Festival de Cannes 1955
La huitième édition du Festival de Cannes a lieu du 26 avril au 10 mai 1955 et se déroule au Palais des Festivals dit Palais Croisette, 50 du boulevard de la Croisette. C'est la première année d'attribution de la Palme d'or créée par la joaillière Lucienne Lazon à la demande de Robert Favre Le Bret, délégué général du Festival, en remplacement de l'ancien Grand Prix du Festival international du Film attribué jusque là.

## Jury de la compétition
Président du jury : Marcel Pagnol, écrivain

### Membres du jury
- André Dignimont, artiste
- Anatole Litvak, réalisateur
- Isa Miranda, comédienne
- Jean-Pierre Frogerais, producteur
- Jean Néry, critique
- Juan Antonio Bardem, réalisateur
- Leonard Mosley, journaliste
- Leopold Lindtberg, réalisateur
- Marcel Achard, écrivain
- Sergueï Ioutkevitch, réalisateur

### Jury des courts métrages
- Herman Van Der Horst, réalisateur
- Jacques Doniol-Valcroze, réalisateur
- Jean Perdrix, réalisateur
- Karl Korn, journaliste
- Marcel Ichac, réalisateur

## Sélection officielle

### Compétition
La sélection officielle en compétition se compose de trente-trois films :
1. L'Enfant et la Licorne (A Kid for Two Farthings) de Carol Reed ;
2. Un homme est passé (Bad Day at Black Rock) de John Sturges ;
3. Biraj Bahu de Bimal Roy ;
4. Une grande famille (Bolchaya semya) d'Iossif Kheifitz ;
5. Le Petit Cireur (Boot Polish) de Prakash Arora ;
6. Carmen Jones d'Otto Preminger ;
7. Les Amants crucifiés (Chikamatsu monogatari) de Kenji Mizoguchi ;
8. Continent perdu (Continente perduto) de Leonardo Bonzi, Enrico Gras, Giorgio Moser ;
9. La Flamme (Det brenner i natt!) d'Arne Skouen ;
10. La Mouche (Die Mücke) de Walter Reisch ;
11. Le Dossier noir d'André Cayatte ;
12. Du rififi chez les hommes de Jules Dassin ;
13. À l'est d'Éden (East of Eden) d'Elia Kazan ;
14. Hommes en guerre ou Les Héros de Chipka (Geroite na Shipka) de Sergueï Vassiliev ;
15. Vie ou Mort (Hayat ou maut) de Kamal El-Shaikh ;
16. La colline 24 ne répond plus (Giv'a 24 Eina Ona) de Thorold Dickinson ;
17. Le Signe de Vénus (Il segno di Venere) de Dino Risi ;
18. Jedda (Jedda the Uncivilized) de Charles Chauvel ;
19. L'Or de Naples (L'oro di Napoli) de Vittorio De Sica ;
20. Liliomfi de Károly Makk ;
21. Louis II de Bavière (Ludwig II: Glanz und Ende eines Königs) de Helmut Käutner ;
22. Marcelin, Pain et Vin (Marcelino pan y vino) de Ladislas Vajda ;
23. Marty de Delbert Mann ;
24. Calendrier de femmes (Onna no koyomi) de Seiji Hisamatsu ;
25. Les Têtes de chiens (Psohlavci) de Martin Frič ;
26. Racines (Raíces) de Benito Alazraki ;
27. Roméo et Juliette (Romeo i Dzhulyetta) de Leo Arnchtam et Leonid Lavrovski ;
28. Samba Fantástico de Jean Manzon et René Persin (court métrage) ;
29. La Princesse Sen (Sen-hime) de Keigo Kimura ;
30. Stella, femme libre (Stella) de Michel Cacoyannis ;
31. Une fille de la province (The Country Girl) de George Seaton ;
32. Vivre un grand amour (The End of the Affair) d'Edward Dmytryk ;
33. Un extraño en la escalera de Tulio Demicheli.

### Hors compétition
Deux films sont présentés hors compétition :
1. Italia K2 de Marcello Baldi ;
2. Les Trésors de la mer Rouge de Michel Rocca

## Palmarès
- Palme d'or (à l'unanimité) : Marty de Delbert Mann
- Prix spécial du Jury (à l'unanimité) : Continent perdu (Continente perduto) de Leonardo Bonzi, Enrico Gras et Giorgio Moser
- Prix de la mise en scène (ex æquo) : Sergueï Vassiliev pour Hommes en guerre (Geroite na Shipka) et Jules Dassin pour Du rififi chez les hommes
- Prix d'interprétation masculine (ex æquo) : Spencer Tracy pour Un homme est passé (Bad Day at Black Rock) et tous les acteurs d'Une grande famille (Bolchaya semya)
- Prix d'interprétation féminine : Toutes les actrices d'Une grande famille (Bolchaya semya)
- Prix du film dramatique : À l'est d'Éden (East of Eden) d'Elia Kazan
- Prix du film lyrique (à l'unanimité) : Roméo et Juliette (Romeo i Dzhulyetta) de Leo Arnchtam et Leonid Lavrovski
- Mention à deux enfants (ex æquo) : Baby Naaz pour Le Petit Cireur (Boot Polish) et Pablito Calvo pour Marcelin, Pain et Vin (Marcelino pan y vino)
- Hommage : Haya Harareet pour La colline 24 ne répond plus (Giv'a 24 Eina Ona) réalisé par Thorold Dickinson